# Pavillon de l'Union
Le Pavillon de l'union, appelé aussi Pavillon de l'Union et de la Paix (chinois : 交 泰 殿 ; pinyin : Jiāo Tài Diàn) est un bâtiment situé à Pékin dans la Cité Interdite, en Chine. Il se situe entre le Palais de la Pureté céleste et le Palais de la Tranquillité terrestre. Ces trois salles constituent le centre de la cour intérieure du complexe du palais.